# Ковачево (област Пазарджик)
Вижте пояснителната страница за други значения на Ковачево.
Ковачево е село в Южна България. То се намира в община Септември, област Пазарджик.

## География
Намира се на 0,5 км югоизточно от мястото където Чепинска река се влива в Марица, на 4 км източно от град Септември и на 12 км западно от град Пазарджик. Селото разполага с жп спирка по линията София – Пловдив.

## История
През 70-те години на 20 век при корекцията на Марица се откриват следи от древни народи живели на това място. Последват археологически разкопки, които доказват че това място е било заселено още от времето на траките. Намерени са предмети и древни сечива които се съхраняват в РИМ - Пазарджик.
Край селото са открити останки от църква от V-VI век.
Старото име на селото от турско време е Демирджилер. Славело се е със сръчните си цигани-ковачи които са живеели тук.

## Население
Около 40% от живеещите в селото са турчеещи се цигани,20% са турци,останали от Османската империя,останалите 40% българи. Циганите са преселници от време на Руско-турската освободителна война, когато цигани от съседното Звъничево бягат в Ковачево, Семчиново, Синитево и др.

## Религии
60% от населението принадлежи на исляма, останалите 40% принадлежи на християнство.  Сред много от изповядващите исляма цигани (хорахане-рома) се наблюдава турско самосъзнание – те отричат ромския си произход, но както българското, така и турското население продължава да ги възприема като цигани.
Черквата в селото е посветена на свети Георги Победоносец.

## Редовни събития
Селски събор на 24 май

## Символи

### Герб
Блазон: Чрез обърната вила на червено, зелено и златно, 1. златен чук; 2. сребърен оризов стрък; 3. червена наковалня.
Чукът и наковалнята представят името на населеното място, идващо от древния ковашки занаят, и заедно с девиза символизират зависимостта на съдбата от човешките действия.
Оризът е символ на трудолюбието на жителите на Ковачево.
Златното и червеното изобразяват огъня и жарта на ковачите.
Зеленото е символ на надеждата и хармонията, и цвят на Тракия.
Формата на щита повтаря първия герб на Пазарджик и означава административната принадлежност.
Автор на герба е Александър Алексиев от Българското хералдическо и вексилоложко общество с помощта на Йован Йоновски, а художник е Елеонора Хаджиниколова.

### Знаме
Знамето на село Ковачево се състои от зелено и червено хоризонтални полета и равностранен бял триъгълник с основа откъм пиката. В центъра на белия триъгълник е изобразен гербът на селото с височина равна на 1/2 от ширината на знамето. Общото отношение ширина към дължина на знамето е 3:5. При вертикално поставяне гербът се изобразява вертикално.

## Личности
Родени в Ковачево
- Ангел Страхинов (? – 1917), български революционер, деец на ВМОРО
- Стефан Страхинов (1882 – 1903), български революционер, деец на ВМОРО

Починали в Ковачево
- архимандрит Исая Серски (ок. 1800-1880), български духовник и просветен деец
- Тодор Страхинов (1841 – 1914), български просветен деец и революционер